# Stetox
Karl Lundqvist, född 24 januari 2004, Känd som STETOX, är en svensk musiker, låtskrivare, musikproducent och dj som fick sin första hit med låten  "Proud (Stetox remix)"  som sedan 2017 har växt till över 2 000 000+ streams på en rad olika plattformar.

## Diskografi

### Singlar
- 2017 – Proud (Stetox remix)
- 2017 – Canyon
- 2018 – Playground
- 2019 – Eternity